# Winfried Süß
Winfried Süß (* 1966) ist ein deutscher Historiker.
Süß absolvierte ein Studium der Neueren und Neuesten Geschichte, Mittelalterlichen Geschichte, Kommunikationswissenschaft und des Rechts für Sozialwissenschaftler an der Ludwig-Maximilians-Universität München (LMU). Die Promotion erfolgte 1999. Die Dissertation wurde ausgezeichnet mit dem Dissertationspreis der LMU 2001 und dem Forschungspreis des Bundesministeriums für Gesundheit, der Bundesärztekammer und der Kassenärztlichen Bundesvereinigung 2006. Von 1994 bis 2005 war er wissenschaftlicher Mitarbeiter und wissenschaftlicher Assistent am Historischen Seminar der LMU. 2012 erfolgte die Habilitation für Neuere und Neueste Geschichte an der LMU. Von 2014 bis 2019 war er Mitglied der Steuerungsgruppe der Forschungsgruppe zur Geschichte der Innenministerien in Bonn und Ost-Berlin. Seit 2019 ist er wissenschaftlicher Mitarbeiter am Zentrum für Zeithistorische Forschung Potsdam.
Winfried Süß ist der Bruder des ebenfalls als Historiker tätigen Dietmar Süß.

## Schriften (Auswahl)
- Der „Volkskörper“ im Krieg. Gesundheitspolitik, Gesundheitsverhältnisse und Krankenmord im nationalsozialistischen Deutschland 1939–1945. Oldenbourg, München 2003.
- mit Dietmar Süß: Das „Dritte Reich“. Eine Einführung, 2. Auflage, Pantheon, München 2009, ISBN 978-3-570-55044-1.
- Von der Reform in die Krise. Der westdeutsche Wohlfahrtsstaat 1966–1982. Habilitationsschrift, Ludwig-Maximilians-Universität München 2012 (unveröffentlicht).
- Hrsg. mit Malte Thießen: Städte im Nationalsozialismus. Urbane Räume und soziale Ordnungen, Wallstein, Göttingen 2017 ISBN 978-3-8353-3096-2.